# Bubblegum pop
El bubblegum pop (también, música bubblegum o simplemente bubblegum) es un género musical de la música pop de carácter melódico y ritmo animado, comercializada para atraer a los pre-adolescentes y adolescentes. Generalmente se produce en un proceso de línea de montaje, impulsado por productores que emplean a cantantes desconocidos y muchos de ellos músicos de sesión.
El período clásico del bubblegum tuvo lugar de 1967 a 1972. La segunda oleada de bubblegum comenzó dos años más tarde y funcionó hasta 1977, cuando el  disco tomó el mando y apareció y el punk rock.
El género fue predominantemente un fenómeno de sencillos en lugar de álbumes, al entender que los adolescentes y los preadolescentes tenían menos dinero para gastar en álbumes y, por lo tanto, eran más propensos a comprar sencillos que álbumes. Además, dado que muchos grupos habían sido fabricados en el estudio con músicos de sesión, un gran número de canciones bubblegum fueron maravillas de un solo éxito. Entre los más conocidos de la época de oro de este género están 1910 Fruitgum Company, The Ohio Express y The Archies, un grupo virtual (sin existencia real; basado en una serie televisiva de dibujos animados) que tuvo la canción bubblegum más exitosa, «Sugar, Sugar», la cual fue el sencillo número uno de la revista Billboard 100 Hot en 1969. El cantante Tommy Roe, sin duda, tuvo más éxitos bubblegum que cualquier otro artista en este período.
En Francia, "Le Banana Split" la primera canción de Lio fue un éxito en gran parte de Europa, compuesta en 1979 por Jay Alanski y H. Dierks, con letras que tienen un evidente doble significado sexual (Lio tenía 16 años en ese momento) y una gran ola de referencia de "bubblegum".[cita requerida]
En la década de 1990, con la aparición de la música dance, se desarrolló el estilo Bubblegum dance, que tuvo éxito y presencia internacional a partir de la canción «Barbie Girl», del grupo Aqua, aunque este estilo ya existía desde años atrás con intérpretes como Whigfield, Scatman o Toy Box.[cita requerida]

## Características
Las características principales del género bubblegum son que es música pop o rock elaborada y comercializada para atraer preadolescentes y adolescentes, producida en un proceso de línea de montaje impulsado por productores —lo que le ha valido críticas de ser un estilo prefabricado—, con un ritmo animado, coros para cantar en grupo, una aparente temática infantil y una elaborada inocencia, a veces combinados con un trasfondo sexual de doble sentido. Las canciones bubblegum también son definidas por tener una melodía pegadiza, acordes simples, armonías sencillas, ritmos bailables, ostinati, ganchos repetitivos, el uso de los nombres de las notas, y un estribillo a varias voces. El bubblegum rara vez tiene solos de guitarra, por lo general cuentan con órganos, y con frecuencia usa la palmada (sola o doble) como instrumento de percusión.

## Precursores
Según el historiador de la música Carl Caferelli, "se podría pensar en prácticamente todos los éxitos novedosos, desde canciones pre-rock como "How Much Is That Doggie In The Window" hasta elementos básicos trascendentes de la era del rock como "Iko Iko", como un precursor de los temas declaradamente efímeros de Bubblegum". Continuó enumerando "Important Antecedents" como "I'm Henry VIII, I Am" (Herman's Hermits, 1965), "Snoopy Vs. The Red Baron" (Royal Guardsmen, 1966), "Ding, Dong! The Witch is Dead" (Fifth Estate, 1967), and "Green Tambourine" (Lemon Pipers, 1967).

## Pico comercial original (1968-1972)
El bubblegum se remonta generalmente al éxito de las canciones de 1968 " Simon Says " de 1910 Fruitgum Company y " Yummy Yummy Yummy " de Ohio Express. Los productores Jerry Kasenetz y Jeffry Katz se han atribuido el mérito de haber acuñado "Bubblegum" para esta música, diciendo que cuando hablaron sobre su público objetivo, decidieron que se trataba de "adolescentes, niños pequeños. Y en ese momento solíamos masticar chicle, y mi compañero y yo solíamos mirarlo y reírnos y decir: 'Ah, esto es como música de chicle'". El término fue aprovechado por el ejecutivo del sello Buddah Records, Neil Bogart, que agregó: "Kasenetz y Katz realmente cristalizaron [la escena] cuando se les ocurrió el término ellos mismos y esa pequeña y agradable analogía. Y Neil Bogart, siendo la persona de marketing que era, simplemente se lo metió en la garganta a la gente. Eso es realmente el punto en el que despegó el "Bubblegum".

## Mayor éxito bubblegum
"Sugar Sugar" de The Archies se convirtió en el éxito más vendido de 1969 e inspiró a una ola de artistas a adoptar el estilo "bubblegum". En el otoño de 1969, el sencillo encabezó tanto el Hot 100 de Billboard (durante cuatro semanas) como el UK Singles Chart (durante ocho semanas), ocupando el puesto número uno del año tanto en Estados Unidos como en Gran Bretaña. "Sugar, Sugar" es el sencillo pop Bubblegum más exitoso de todos los tiempo y es ampliamente considerado como la apoteosis del género musical Bubblegum de finales de los años 60s y principios de los años 70s. 
El éxito de la canción llevó al "rock de dibujos animados", una tendencia de corta duración de la serie de dibujos animados de los sábados por la mañana que presentaba en gran medida canciones de pop-rock en la vena del bubblegum. Sin embargo, ninguna de estas canciones apareció en las listas de éxitos cuando se lanzaron como singles, a excepción del tema principal de The Banana Splits " The Tra La La Song (One Banana, Two Banana) ", que alcanzó el puesto 96 en el Top 100 de Billboard .
En Francia "Le Banana Split" de Lio se convirtió en el éxito más vendió en toda Europa en 1979. cabe destacar que esta canción tiene una gran ola y referencia al estilo "bubblegum", La canción golpeo las listas francesas en 1980, "Le Banana Split" se mantuvo en la cima de las listas durante 3 semanas a principios de ese año. Unos meses más tarde llegó al n.º 1 con Amoureux Solitaires.

## Bubblegum dance
El término "Bubblegum dance" ha sido en algunas ocasiones utilizado para describir música. En 1971 la canción de los Osmonds Brothers "One Bad Apple" es un ejemplo temprano, modelado después por el estilo de The Jackson 5.